# Campionati europei di atletica leggera 2024 - 100 metri piani maschili
La specialità dei 100 metri piani maschili dei campionati europei di atletica leggera 2024 si è svolta tra il 7 e l'8 giugno allo Stadio Olimpico di Roma, in Italia.

## Podio

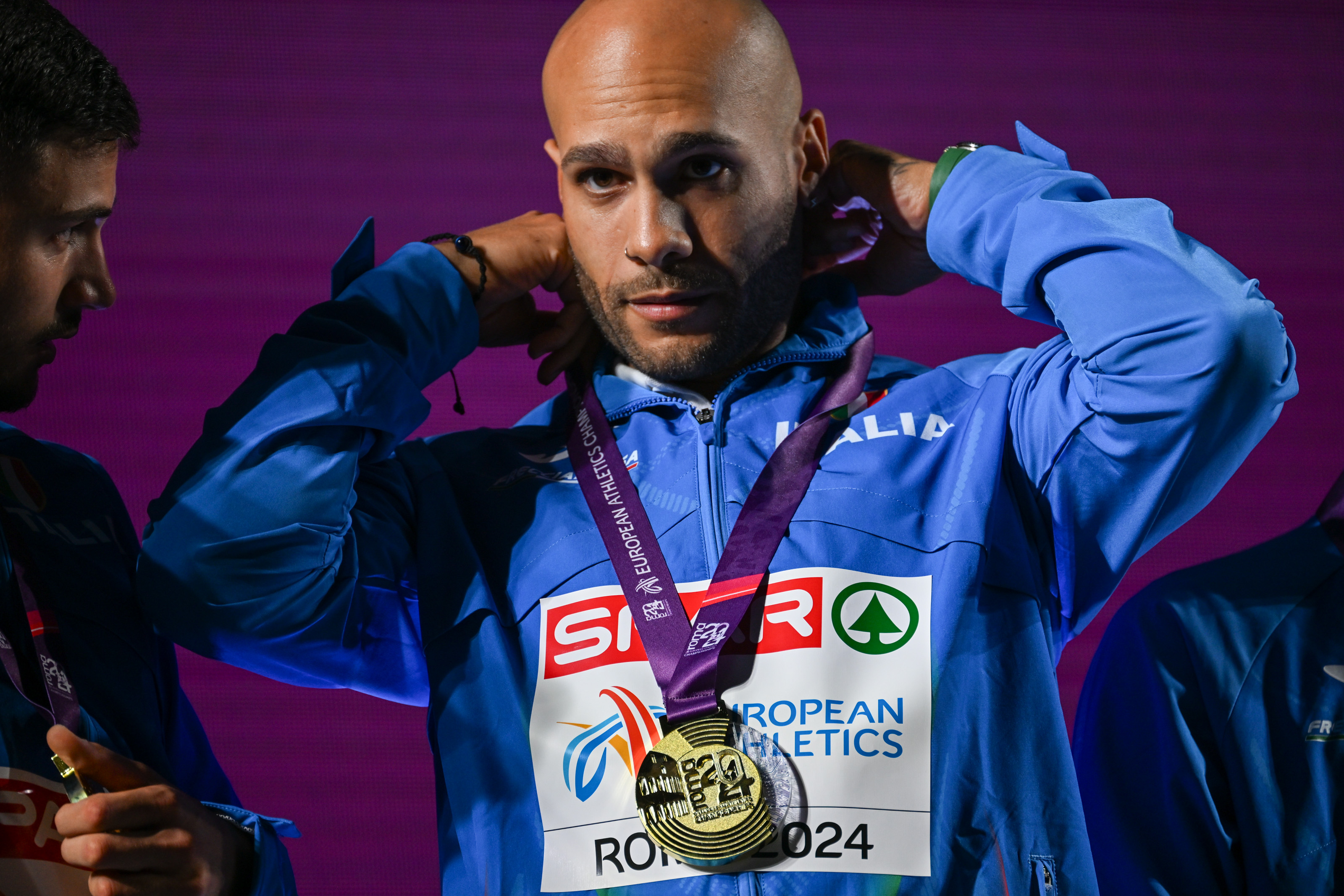
Il vincitore Marcell Jacobs

| Pos.    | Atleta         | Nazionalità   | Tempo |
| ------- | -------------- | ------------- | ----- |
| Oro     | Marcell Jacobs | Italia        | 10"02 |
| Argento | Chituru Ali    | Italia        | 10"05 |
| Bronzo  | Romell Glave   | Gran Bretagna | 10"06 |

## Situazione pre-gara

### Record
Prima di questa competizione, il record del mondo (RM), il record europeo (EU) e il record dei campionati (RC) erano i seguenti.
| Record                | Prestazione | Atleta                       | Data                             | Competizione         |
| --------------------- | ----------- | ---------------------------- | -------------------------------- | -------------------- |
| Record mondiale       | 9"58        | Usain Bolt Giamaica          | 16 agosto 2009 Berlino, Germania | Mondiali 2009        |
| Record europeo        | 9"80        | Marcell Jacobs Italia        | 1º agosto 2021 Tokyo, Giappone   | Giochi olimpici 2021 |
| Record dei campionati | 9"95        | Zharnel Hughes Gran Bretagna | 7 agosto 2018 Berlino, Germania  | Europei 2018         |
| Record dei campionati | 9"95        | Marcell Jacobs Italia        | 16 agosto 2022 Monaco, Germania  | Europei 2022         |

### Campione in carica
Il campione europeo in carica era:
| Campione | Atleta                | Prestazione | Data                                       | Competizione |
| -------- | --------------------- | ----------- | ------------------------------------------ | ------------ |
| Europeo  | Marcell Jacobs Italia | 9"95        | 16 agosto 2022 Monaco di Baviera, Germania | Europei 2022 |

### La stagione
Prima di questa gara, gli atleti europei con le migliori tre prestazioni dell'anno erano:
| Pos. | Atleta                         | Prestazione | Data                                     |
| ---- | ------------------------------ | ----------- | ---------------------------------------- |
| 1    | Jeremiah Azu Gran Bretagna     | 9"97        | 25 maggio 2024 Leverkusen, Germania      |
| 2    | Louie Hinchliffe Gran Bretagna | 10"00       | 22 maggio 2024 Fayetteville, Stati Uniti |
| 3    | Reece Prescod Gran Bretagna    | 10"00       | 2 giugno 2024 Londra, Regno Unito        |

## Risultati

### Batterie
Le batterie si sono corse a partire dalle del  giugno. I primi 3 di ogni batteria (Q) e l'ulteriore tempo migliore tra gli esclusi (q) si qualificano alle semifinali.

#### Batteria 1
| Posizione | Corsia | Atleta            | Nazionalità | Tempo | Note   |
| --------- | ------ | ----------------- | ----------- | ----- | ------ |
| 1         | 8      | Pablo Matéo       | Francia     | 10"18 |        |
| 2         | 6      | Matteo Melluzzo   | Italia      | 10"21 |        |
| 3         | 5      | Simon Hansen      | Danimarca   | 10"22 |        |
| 4         | 9      | William Reais     | Svizzera    | 10"35 | (.343) |
| 5         | 2      | Carlos Nascimento | Portogallo  | 10"35 | (.345) |
| 6         | 3      | Marek Zakrzewski  | Polonia     | 10"36 |        |
| 7         | 4      | Zdeněk Stromsik   | Rep. Ceca   | 10"39 |        |
| 8         | 7      | Aleksa Kijanovic  | Serbia      | 10"54 |        |

#### Batteria 2
| Posizione | Corsia | Atleta              | Nazionalità | Tempo | Note                                     |
| --------- | ------ | ------------------- | ----------- | ----- | ---------------------------------------- |
| 1         | 8      | Oliwer Wdowik       | Polonia     | 10"26 |                                          |
| 2         | 7      | Robin Ganter        | Germania    | 10"29 |                                          |
| 3         | 6      | Israel Olatunde     | Irlanda     | 10"31 | Miglior prestazione personale stagionale |
| 4         | 3      | Roberto Rigali      | Italia      | 10"34 |                                          |
| 5         | 4      | Ján Volko           | Slovacchia  | 10"35 | Miglior prestazione personale stagionale |
| 6         | 5      | Jan Veleba          | Rep. Ceca   | 10"53 | Miglior prestazione personale stagionale |
| 7         | 2      | Francesco Sansovini | San Marino  | 10"55 | Miglior prestazione personale stagionale |
| -         | 9      | Méba-Mickaël Zézé   | Francia     | dq    | [ 2 ]                                    |

#### Batteria 3
| Posizione | Corsia | Atleta               | Nazionalità   | Tempo | Note                                     |
| --------- | ------ | -------------------- | ------------- | ----- | ---------------------------------------- |
| 1         | 2      | Chijindu Ujah        | Gran Bretagna | 10"23 |                                          |
| 2         | 3      | Guillem Crespi       | Spagna        | 10"25 |                                          |
| 3         | 8      | Kayhan Özer          | Turchia       | 10"34 | (.333)                                   |
| 4         | 6      | Anej Čurin Prapotnik | Slovenia      | 10"34 | (.337)                                   |
| 5         | 4      | Ioannis Nifadopoulos | Grecia        | 10"40 | (.392)                                   |
| 6         | 5      | Isak Hughes          | Svezia        | 10"40 | (.396)                                   |
| 7         | 9      | Karl Erik Nazarov    | Estonia       | 10"49 | Miglior prestazione personale stagionale |
| 8         | 7      | Craig Gill           | Malta         | 11"17 | Miglior prestazione personale stagionale |

### Semifinali
Le semifinali si sono corse a partire dalle 21:10 dell'8 giugno. I primi 2 di ogni semifinale (Q) e i 2 tempi migliori tra gli esclusi (q) si qualificano alla finale.

#### Semifinale 1
| Posizione | Corsia | Atleta          | Nazionalità   | Tempo | Note                                     |
| --------- | ------ | --------------- | ------------- | ----- | ---------------------------------------- |
| 1         | 5      | Romell Glave    | Gran Bretagna | 10"11 | Q                                        |
| 2         | 7      | Henrik Larsson  | Svezia        | 10"14 | Q                                        |
| 3         | 4      | Robin Ganter    | Germania      | 10"21 | q                                        |
| 4         | 9      | Oliwer Wdowik   | Polonia       | 10"25 | p                                        |
| 5         | 6      | Markus Fuchs    | Austria       | 10"29 | [ 3 ]                                    |
| 6         | 3      | William Reais   | Svizzera      | 10"32 | Miglior prestazione personale stagionale |
| 7         | 2      | Israel Olatunde | Irlanda       | 10"40 |                                          |
| -         | 8      | Matteo Melluzzo | Italia        | dnf   | [ 3 ]                                    |

#### Semifinale 2
| Posizione | Corsia | Atleta            | Nazionalità | Tempo | Note |
| --------- | ------ | ----------------- | ----------- | ----- | ---- |
| 1         | 6      | Chituru Ali       | Italia      | 10"11 | Q    |
| 2         | 4      | Owen Ansah        | Germania    | 10"18 | Q    |
| 3         | 5      | Dominik Kopeć     | Polonia     | 10"28 |      |
| 4         | 7      | Taymir Burnet     | Paesi Bassi | 10"33 |      |
| 5         | 2      | Roberto Rigali    | Italia      | 10"36 |      |
| 6         | 8      | Ján Volko         | Slovacchia  | 10"38 |      |
| 7         | 9      | Carlos Nascimento | Portogallo  | 10"43 |      |
| 8         | 3      | Kayhan Özer       | Turchia     | 10"45 |      |

#### Semifinale 3
| Posizione | Corsia | Atleta               | Nazionalità   | Tempo | Note                                     |
| --------- | ------ | -------------------- | ------------- | ----- | ---------------------------------------- |
| 1         | 5      | Marcell Jacobs       | Italia        | 10"05 | Q                                        |
| 2         | 3      | Pablo Mateo          | Francia       | 10"17 | Q =                                      |
| 3         | 9      | Guillem Crespi       | Spagna        | 10"19 | q                                        |
| 4         | 8      | Simon Hansen         | Danimarca     | 10"22 |                                          |
| 5         | 4      | Chijindu Ujah        | Gran Bretagna | 10"24 |                                          |
| 6         | 7      | Yannick Wolf         | Germania      | 10"32 |                                          |
| 7         | 2      | Anej Čurin Prapotnik | Slovenia      | 10"44 |                                          |
| 8         | 6      | Samuli Samuelsson    | Finlandia     | 10"59 | Miglior prestazione personale stagionale |

### Finale
La finale si è corsa alle 22:58 dell'8 giugno.
| Posizione | Corsia | Atleta         | Nazionalità   | Tempo | Note                                     |
| --------- | ------ | -------------- | ------------- | ----- | ---------------------------------------- |
| Oro       | 5      | Marcell Jacobs | Italia        | 10"02 | Miglior prestazione personale stagionale |
| Argento   | 7      | Chituru Ali    | Italia        | 10"05 | [ 5 ]                                    |
| Bronzo    | 4      | Romell Glave   | Gran Bretagna | 10"06 |                                          |
| 4         | 6      | Henrik Larsson | Svezia        | 10"16 |                                          |
| 5         | 3      | Owen Ansah     | Germania      | 10"17 |                                          |
| 6         | 2      | Guillem Crespi | Spagna        | 10"18 | Miglior prestazione personale            |
| 7         | 9      | Simon Hansen   | Danimarca     | 10"19 | Miglior prestazione personale            |
| 8         | 8      | Pablo Mateo    | Francia       | 10"22 |                                          |